# Leopold Abaffy
Leopold Branislav[zdroj?] Abaffy (moderní slovenštinou Abafi[zdroj?], * 18. února 1827 v Aradci – 27. února 1883 tamtéž) byl slovenský spisovatel a evangelický farář. Psal pod pseudonymy Branko Rovinov, L. B. Rovinov a jinými.

## Životopis
Jeho otcem byl evangelický farář Daniel Abaffy, jeho matkou byla Karolína rozená Rohoňová. Měl dva bratry a sestru. Studoval v Levoči, Prešově a v Bratislavě. Účastnil se revolučního dění v letech 1848 a 1849, například Slovanského sjezdu v Praze. Po konci revoluce pracoval jako úředník Nitranské župy, pokračoval ve studiu teologie a vykonával funkci kaplana v Beckově. Po vysvěcení v roce 1855 se stal farářem. V letech 1881 až 1882 byl redaktorem jím založeného kazatelského měsíčníku Slovo života. Za článek odsuzující maďarizaci byl odsouzen k pokutě a zbaven místa.

## Tvorba
Psát začal už během studia v Levoči, kde byl členem studentských spolků a svoje básně, prózy i dramata uveřejňoval například v časopise Sokol nebo almanachu Lipa.

### Próza
- Na rákosí, 1863, povídka o dolnozemských Slovácích
- Tri hroby, 1864, novela se zbojnickou tematikou

### Dramata
- Bozkovci, dramatizace díla Jána Kalinčiaka

### Poezie
- Pomnenka na slavjanskou besedu 1838, básnická sbírka

### Jiné
- Ježiš a Zacheus, alebo opravdove obrácenie sa
- Tým miernym, 1875, článek uveřejněný v Cirkevních listech, za který byl jejich vydavatel Jozef Miloslav Hurban odsouzený na tři měsíce vězení